# Вебер, Георгий Карлович
Георгий Карлович Вебер (1876—1937) — русский историк, специалист по научной педагогике

## Биография
Родился в Санкт-Петербурге в 1876 году. Его старший брат Владимир (1872—?) — инженер-электротехник.
Окончил историко-филологический факультет Санкт-Петербургского университета; преподавал историю в Тенишевском училище. В 1905 году был направлен в Европу с целью подготовки материалов по реформе системы образования в России; изучал системы образования в Германии, Швейцарии и Италии. В 1909 году вернулся в Россию; преподавал в гимназии и читал лекции на Высших женских курсах В. И. Герье в Москве. 
Был членом Конституционно-демократической партии.
С 1914 годах находился на фронте Первой мировой войны. С 1918 года воевал в рядах Красной армии, был избран в Совет солдатских депутатов.
В 1920 году участвовал в разборке архивов Кремля. Преподавал в Ярославском университете; с 1925 года работал заведующим отделом иностранного комплектования библиотеки Коммунистической академии в Москве; участвовал в создании Института научной информации общественных наук. Участвовал в издании Энциклопедического словаря Граната.
Весной 1935 года был арестован и 17 июля приговорён «за контрреволюционную деятельность» к трём годам ссылки в Сибирь, с февраля 1936 года находился в селе Каргасок Нарымского округа; о его переводе в Томск ходатайствовал сын, Владимир Георгиевич Вебер. Вновь арестован 29 июня 1937 года как «участник контрреволюционной кадетско-монархической и эсеровской организации», 1 августа был приговорен к расстрелу; приговор был приведён в исполнение 27 августа 1937 года.
Был женат. Его жена Алиса Фёдоровна и дочь работали в Лиге спасения детей, организуя приюты для беспризорных детей.